# Unidades eléctricas
Las unidades de la electricidad definidas por el Sistema Internacional para las magnitudes relacionadas por la ley de Ohm son: el voltio para la tensión; el amperio para la intensidad; y el ohmio para la resistencia.

## Voltio
Es la unidad del SI para el potencial eléctrico, la fuerza electromotriz y el voltaje. Recibe su nombre en honor de Alessandro Volta, quien en 1800 inventó la primera batería química. Es representado simbólicamente por la letra V. Se define como la diferencia de potencial a lo largo de un conductor cuando una corriente con una intensidad de un amperio consume un vatio de potencia.

## Amperio
Es la unidad del SI para la intensidad de corriente eléctrica. Fue nombrado en honor de André-Marie Ampère. Un amperio es la intensidad de corriente que, al circular por dos conductores paralelos, rectilíneos, de longitud infinita, de sección circular despreciable y separados entre sí en el vacío a lo largo de una distancia de un metro, produce una fuerza entre los conductores de 2·10-7 newton por cada metro de conductor; también se puede conceptualizar como  el paso de un Culombio (6.24 · 1018 electrones) en un segundo a través de un conductor.  Se representa con la letra A.

## Ohmio
Es la unidad del SI para la resistencia eléctrica. Se representa con la letra griega Ω. Su nombre deriva del apellido del físico Georg Simon Ohm, que definió la ley del mismo nombre. Un ohmio es la resistencia eléctrica que presenta una columna de mercurio de 106,3 cm de altura y 1 mm² de sección transversal, a una temperatura de 0 °C.